# حبيب الخيزران
حبيب الخيزران (1895 - 1984)، شيخ قبيلة العزة إحدى عشائر الزبيد في العراق، من رجال ثورة العشرين، عرف بتحريض الناس على الأستقلال وأعلان الثورة ضد الأنكليز، وأول قائمقام لقضاء الخالص شرق العراق.

## حياته
هو حبيب بن خيزران بن عبد الله بن المحمد بن المروح بن الحاج فارس بن العرار بن البايزيد بن الدرويش بن العلي بن السبع.
جاهد كثيراً وله دور كبير في حث أبناء مدينته وما جاورها على الأنخراط والأنضمام إلى صفوف الحركة الوطنية في المدينة للمطالبة بأستقلال العراق وطرد قوات الأحتلال البريطاني من أرضنا الطاهرة.
كان من مؤسسي الجمعية الوطنية الإسلامية التي تأسست في بعقوبة عند بداية الأحتلال البريطاني في العراق.
كان أهم هدف لهذه الجمعية هو المطالبة بإستقلال العراق وحث جميع العراقيين على التضامن والتعاضد في سبيل تحقيق الأهداف.
عندما أُجري الأستفتاء كان عمر العلوان من أشد الرجال المتحمسين ومن الذين لعبوا دوراً مهما وعاماً في تنظيم المضبطة التي طالب بها أهالي ديالى بانتخاب أحد أنجال الشريف حسين ملكاً للعراق وكان أول من وقع هذه المضبطة.
أقول لماذا لم يرشحوا ملكاً من العراق بدلاً من أحد من أنجال الشريف حسين؟ وبعد أن علم الإنكليز بمضمون هذه المضبطة التي جاءت ضد رغباتهم قرروا إرسال قوة عسكرية إلى مدينة كربلاء للقبض على الذين أشرفوا على تنظيم هذه المضبطة.
عند بدء ظهور بوادر الثورة في ديالى طلبه هو وشيوخ العشائر الأخرى الحاكم العسكرى هناك وهو الميجر هايس وبعد ان هددهم بغضب الحكومة البريطانيه من الثورة وانها ستقتل كل من يشارك أو يؤيدها صرف جميع الشيوخ الا الشيخ حبيب فقد امره ان ينتظر في بعقوبة، وبعد أيام طلبه وعرض عليه مبلغ 40 الف روبية وقال له انها لك بشرط ان تقنع الجميع بمساندة السلطة الا انه رفض المبلغ وخرج من الحاكم وذهب إلى بغداد وتشاور مع القادة الوطنيين ومن ثم عاد إلى ديالى واشعل الثورة هناك حيث هاجموا الإنجليز هناك وقطعوا خطوط المواصلات بين بغداد والحلة وهاجموا الإنجليز بالمحمودية وقد هجم الشيخ حبيب على سراى الحكومة واسر الكابتن لويد حاكم دلتاوة والميجر استرخن ومن ثم حرر مدينة بعقوبة بتاريخ 6 / 8 /1920 وبعدها ب 3 أيام دمر سكة الحديد بديالى وبذلك قطع الامدادات عن مدينة قره تو، ومن بعدها مدوا الثورة إلى كركوك ومن العشائر التي شاركت بهذه الثورة هناك العزة برئاسة الشيخ حبيب الخيزران وبنى تميم برئاسة الشيخ حميد الحسن والكرخية برآسة الشيخ مخيبر وبعض عشائر ديالى.
أستمر الشيخ عمر العلوان القيام بالإعمال الخيرية وبقي موضع أعتزاز أبناء المدينة والمسؤولين إلى أن توفي عام 1931م.